# Wanktunnel
Der Wanktunnel ist ein geplanter Straßentunnel durch die Südwestflanke des 1780 m hohen, östlich von Garmisch-Partenkirchen gelegenen Wank im Zuge der Bundesstraße 2. Er soll die von Norden aus Richtung München und Augsburg über die A 95 und die Bundesstraßen 2 und 23 kommenden und nach Osten Richtung Mittenwald und weiter über Scharnitz und Innsbruck zur Brennerautobahn verlaufenden Verkehrsströme östlich um den bis an den Bergfuß heranreichenden Ortsteil Partenkirchen herumführen und diesen damit vom Durchgangsverkehr entlasten. Die geplante Länge des Tunnels beträgt 3,6 Kilometer.

## Planung
Die ältesten Planungen reichen bis in das Jahr 1970 zurück. Der Abschluss des Raumordnungsverfahrens erfolgte 1982 und die Voruntersuchung des Planfeststellungsverfahrens im Jahr 1999. Der aktuelle Vorschlag sieht den nördlichen Tunneleingang am Wankfuß in Höhe des Kreisverkehrs am Südausgang des Farchanter Tunnels vor. In der Nähe der Abzweigung zum Garmischer Ortsteil Schlattan soll die Tunnelstrecke am südlichen Tunneleingang in die bestehende B 2 münden.

## Aktueller Stand
Das Projekt wurde 2004 aus dem vordringlichen Bedarf des seinerzeit gültigen Bundesverkehrswegeplans gestrichen und befand sich daraufhin im „weiteren Bedarf“ mit Planungsrecht. Am 8. Oktober 2009 veranlasste der bayerische Innenminister Joachim Herrmann die Wiederaufnahme der Planungen. Am 10. Dezember 2010 stellte das Staatliche Bauamt Weilheim Entwürfe für einen 3,6 Kilometer langen Wanktunnel vor. Demnach sollte der Antrag auf Planfeststellung bis Mitte 2011 gestellt werden. Nachdem die Münchner Region nicht den Zuschlag für die Olympischen Winterspiele 2018 erhalten hatte, kam es dazu nicht.
Im Bundesverkehrswegeplan 2030 und im Ende 2016 geänderten Fernstraßenausbaugesetz ist das Vorhaben wieder in den vordringlichen Bedarf eingestuft. Eine Bürgerinitiative befürchtet, dass nach der im November 2018 erfolgten Eröffnung des Tunnel Scharnitz noch mehr Verkehrsteilnehmer die nun noch attraktivere Verbindung durchs Werdenfelser Land Richtung Brennerautobahn nutzen werden, wodurch die Ortsdurchfahrt von Partenkirchen ohne den Wanktunnel noch mehr mit Verkehr belastet wird.
Das staatliche Bauamt Weilheim nahm 2018 die Planungen wieder auf; dazu wurde am 20. September 2018 eine Verkehrszählung in Garmisch-Partenkirchen durchgeführt. 2019 wurden die naturschutzrechtlichen Belange abgeschlossen. Der Vorentwurf war mit Stand Oktober 2020 in Vorbereitung. Im Juni 2021 wurde vom Staatlichen Bauamts Weilheim für eine Fertigstellung des Wanktunnels „im günstigsten Fall 2030“ genannt. Mit Stand Juni 2021 läuft die technische Planung, und der Vorentwurf wurde im April 2022 fertiggestellt und zur Genehmigung an die übergeordnete Behörde versandt. Seit Ende Oktober 2022 liegt eine genehmigte Vorentwurfsplanung vor.
Ende Mai 2022 starteten die ersten Erkundungsbohrungen bis 365 m Tiefe, um die geologischen Verhältnisse im Wankmassiv untersuchen zu können.
Am 10. März 2025 wurde das Planfeststellungsverfahren eingeleitet, mit einem Baubeginn ist jedoch laut einem Zeitungsartikel vom März 2025 nicht vor 2030 zu rechnen.